# Cratere Martz
Martz  è un cratere sulla superficie di Marte.